# Choe Ryong-hae
Dans ce nom coréen, le nom de famille, Choe, précède le nom personnel.
 (avril 2019).
Si vous disposez d'ouvrages ou d'articles de référence ou si vous connaissez des sites web de qualité traitant du thème abordé ici, merci de compléter l'article en donnant les références utiles à sa vérifiabilité et en les liant à la section « Notes et références ».
Choe Ryong-hae (en chosŏn'gŭl : 최룡해 et en hanja : 崔龍海) né le 15 janvier 1950, est un homme d'État nord-coréen. Il est notamment président du présidium de l'Assemblée populaire suprême depuis le 11 avril 2019.

## Biographie
Choe Ryong-hae est membre du groupe des partisans, celui le plus proche de la famille Kim. il a été un responsable de l'Union de la jeunesse socialiste Kim Il Sung  dans les années 1980 et 1990 avant d'être purgé en 1998 à la suite d'une affaire de détournements de biens de l’État et d'être apparemment sauvé à cette occasion à la demande de Kim Kyong-hui. Purgé, dégradé, il remonte ensuite lentement en grade.
Il est ressorti de l'ombre en septembre 2010 : il est alors nommé général quatre étoiles, vice-président de la Commission militaire centrale du Parti du travail de Corée, membre suppléant du présidium du Bureau politique. En avril 2012, il est encore monté en grade : promu vice-maréchal et membre de la Commission de Défense nationale et surtout nommé chef du bureau de politique générale de l'armée. Cette montée en puissance en 2012 est liée à la purge politique des plus hauts responsables de l'Armée, ceux-là mêmes qui avaient soutenu l'accession au pouvoir de Kim Jong-un, qui avaient porté le cercueil de son père et qu'il entendait voir disparaître politiquement afin de réaffirmer la primauté du Parti. 
Choe Ryong Hae a ensuite contribué à purger l'Armée, puis Jang Song-taek, beau-frère de Kim Jong-il, exécuté le 12 décembre 2013. À Pékin, en mai 2013, il est l’émissaire personnel de Kim Jong-un auprès de Xi Jinping.
Il est remplacé en mai 2014 par Hwang Pyong So, directeur adjoint du département de la direction et de l'organisation du parti. Entre 2015 et 2017, sa carrière est plus mystérieuse : il est possible qu'il ait vivoté à des fonctions moins visibles et/ou moins prestigieuses. 
Il est nommé en avril 2019 au poste de président du présidium de l'Assemblée populaire suprême, qui fait de lui — de façon très symbolique — le chef de l’État nord-coréen. À ce titre, il n'a quasiment aucun pouvoir.
Le 29 août[réf. nécessaire] suivant, une réforme constitutionnelle est adoptée par l'Assemblée populaire. Kim Jong-un devient officiellement le chef de l'État de Corée du Nord. Choe Ryong Hae conserve néanmoins son poste.